# Pedro Caro y Salas
Pedro Caro y Salas (Palma de Mallorca, 20 de junio de 1805-Valencia, 8 de diciembre de 1855), IV marqués de la Romana fue un noble español que apoyó a Carlos María Isidro de Borbón en el conflicto sucesorio posterior a la muerte de Fernando VII.

## Biografía
Fue hijo del general Pedro Caro y Sureda, III marques de la Romana y su esposa María Dionisia Fuster Salas Boxadors. Tuvo una hermana, Margarita (1802-1857) casada en 1821 con Joaquin Bou Crespi de Valldaura y Carvajal, XIII conde de Orgaz. 
Con cinco años, en 1811, quedó huérfano de padre, heredando sus títulos entre los que se encontraba el de marqués de la Romana, con grandeza de España de segunda clase. En 1817 Fernando VII elevó esta grandeza a grandeza de primera clase.
El 28 de enero de 1826 se cubrió como grande de España en el Palacio Real de Madrid, ante Fernando VII.
El 21 de agosto de 1826, en Nápoles, contrajo matrimonio con María Tomasa Álvarez de Toledo y Palafox, hija del XII marqués de Villafranca, Francisco de Borja Álvarez de Toledo Osorio. El matrimonio tuvo cuatro hijos:
- Pedro (1827-1888), después conocido como Pedro Maza de Lizana, casado con la condesa Elise Szechenyi, hija del conde Paul Szechenyi, de la alta nobleza húngara
- Rosalía Caro (1828-1903), casada con su primo hermano José Joaquín Álvarez de Toledo (1826-1900), XVIII duque de Medina-Sidonia.
- Joaquín Caro (1829-1911), conde de Peña Ramiro.
- Carlos Caro (1835-1873), conde de Calvavuturo.

Después de la muerte de Fernando VII, y la promulgación del Estatuto Real en 1834, fue nombrado prócer del Estamento de Próceres, no llegando a jurar su cargo. El motivo fue su apoyo al pretendiente Carlos María Isidro que le llevaría al exilio junto con otros miembros de la alta nobleza de la época.
Hacia mediados de la década de 1830 se instaló con su familia en Viena, donde ya vivían su cuñado Pedro de Alcántara Álvarez de Toledo y Palafox, XIII marqués de Villafranca del Bierzo.
Murió en Valencia el 8 de diciembre de 1855.

## Órdenes y cargos

### Órdenes
- Caballero gran cruz de la Orden de Carlos III. (15 de junio de 1833)[7][2]
- Caballero maestrante de la Real Maestranza de Caballería de Valencia.[8][2]

### Cargos
- Gentilhombre de cámara con ejercicio y servidumbre del rey de España.[3][2]